# Noradrenalina
La noradrenalina (o norepinefrina por su DCI) es una catecolamina con múltiples funciones fisiológicas y homeostáticas que puede actuar como hormona y como neurotransmisor. Las áreas del cuerpo que producen o se ven afectadas por la norepinefrina son descritas como noradrenérgicas.
Los términos noradrenalina (derivado del latín) y norepinefrina (del griego) son intercambiables, siendo el primero más común en la mayor parte del mundo. Sin embargo, para evitar confusión y obtener consistencia, las autoridades médicas han promovido la norepinefrina como la nomenclatura favorecida, y este es el término usado a lo largo de este artículo.
Una de las funciones más importantes de la norepinefrina es su rol como neurotransmisor. Es liberada de las neuronas simpáticas afectando el corazón. Un incremento en los niveles de norepinefrina del sistema nervioso simpático incrementa el ritmo de las contracciones.
Como hormona del estrés, la norepinefrina afecta partes del cerebro tales como la amígdala cerebral, donde la atención y respuestas son controladas. Junto con la epinefrina, la norepinefrina también subyace la reacción de lucha o huida, incrementando directamente la frecuencia cardiaca, desencadenando la liberación de glucosa de las reservas de energía, e incrementando el flujo sanguíneo hacia el músculo esquelético. Incrementa el suministro de oxígeno del cerebro. La norepinefrina también puede suprimir la neuroinflamación cuando es liberada difusamente en el cerebro por el locus coeruleus.
Cuando la norepinefrina actúa como droga, incrementa la presión sanguínea al aumentar el tono vascular (el grado de tensión del músculo liso vascular que conforma las paredes de los vasos sanguíneos) a través de la activación del receptor adrenérgico-α. El resultado de la creciente resistencia vascular desencadena un reflejo compensatorio que supera el efecto homeostático de aquel incremento en el corazón, llamado reflejo barorreceptor, que de lo contrario resultaría en una caída en la frecuencia cardíaca llamada bradicardia refleja.
La noradrenalina se biosintetiza a partir de la dopamina en las vesículas o depósitos de almacenamiento. La cadena de transformaciones es la siguiente: En un primer paso,  la  tirosina se convierte en DOPA por la acción de la tirosina hidroxilasa. La DOPA se convierte en dopamina en las vesículas de almacenamiento. Finalmente, y por la acción intravesicular de la dopamina beta-hidroxilasa, se transforma en noradrenalina. Es liberada por la médula suprarrenal en el torrente sanguíneo como una hormona, y también es un neurotransmisor en el sistema nervioso central y sistema nervioso simpático donde es liberada por neuronas noradrenérgicas en el locus coeruleus. Las acciones de la norepinefrina se llevan a cabo a través de la unión a los receptores adrenérgicos.

## Química
La norepinefrina es una catecolamina y una fenetilamina. El estereoisómero natural es L-(−)-(R)-norepinefrina. El término "norepinefrina" se deriva del prefijo químico nor-, que indica que la norepinefrina es el siguiente menor homólogo de la epinefrina. Las dos estructuras difieren solo en que la epinefrina tiene un grupo metil unido a su nitrógeno, mientras que el grupo metil es reemplazado por un átomo de hidrógeno en la norepinefrina. El prefijo nor- es probablemente derivado como una abreviación de la palabra "normal", usado para indicar un compuesto desmetilado.

## Orígenes
La norepinefrina es liberada cuando una serie de cambios fisiológicos son activados por un evento estresante.
En el cerebro, esto es causado en parte por la activación de un área del tronco encefálico llamado locus coeruleus. Este núcleo es el origen de las mayorías de las vías de la norepinefrina. Las neuronas noradrenérgicas proyectan bilateralmente (envían señales a ambos lados del cerebro) desde el locus coeruleus a lo largo de distintas vías a muchas ubicaciones, incluyendo la corteza cerebral, sistema límbico, y la médula espinal, formando un sistema de neurotransmisores.
La norepinefrina también es liberada de las neuronas posganglionares del sistema nervioso simpático, para transmitir las reacción de lucha o huida en cada tejido respectivamente. La médula suprarrenal también puede ser contada como células nerviosas postganglionares, aunque estas liberan norepinefrina en la sangre.

### Sistema norepinefrina
Las neuronas noradrenérgicas en el cerebro forman un sistema de neurotransmisores, que, cuando es activado, ejerce efectos en grandes áreas del cerebro. Los efectos son la atención y el despertar, e influencias en el sistema de recompensas.
Anatómicamente, las neuronas noradrenérgicas se originan de tanto el locus coeruleus como el campo tegmental lateral. Los axones de las neuronas en el locus coeruleus actúan sobre los receptores adrenérgicos en:
- Amígdala cerebral
- Circunvolución del cíngulo
- Giro cingulado
- Hipocampo
- Hipotálamo
- Neocórtex
- Médula espinal
- Cuerpo estriado
- Tálamo

Por otra parte, los axones de las neuronas del campo tegmental lateral actúan sobre los receptores adrenérgicos del hipotálamo, por ejemplo.
Esta estructura explica algunos de los usos clínicos de la norepinefrina, ya que una modificación del sistema afecta grandes áreas del cerebro.

## Mecanismo
La norepinefrina es sintetizada a partir de la tirosina, y es empaquetada en vesículas sinápticas. Lleva a cabo su acción al ser liberada dentro de las hendiduras sinápticas, donde actúa sobre los receptores adrenérgicos, seguido por la señal de terminación, ya sea por la degradación de norepinefrina, o por la absorción por las células circundantes.

### Biosíntesis
La norepinefrina es sintetizada por una serie de pasos enzimáticos en la médula suprarrenal y neuronas posganglionares del sistema nervioso simpático a partir del aminoácido tirosina:

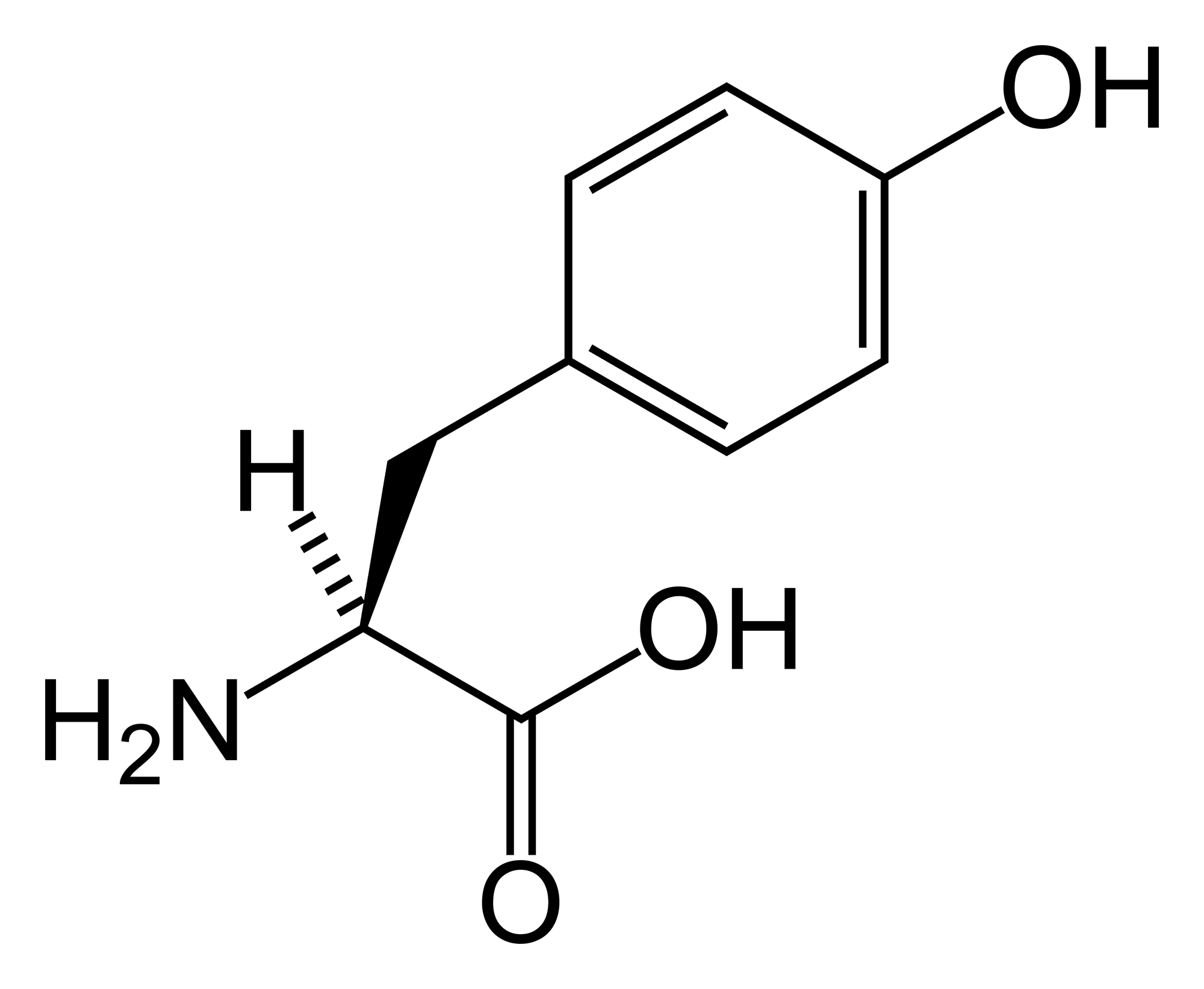
Tirosina
Levodopa
Dopamina
Norepinefrina

### Transporte Vesicular
Entre la descarboxilación y la β-oxidación final, la norepinefrina es transportada hacia las vesículas sinápticas. Esto es hecho por el transportador vesicular de monoaminas (VMAT) en la bicapa lipídica. Este transportador tiene la misma afinidad para la norepinefrina, epinefrina, e isoproterenol.

### Liberación
Para llevar a cabo sus funciones, la norepinefrina necesita ser liberada de las vesículas sinápticas. Muchas sustancias modulan esta liberación, algunos inhibiendo y otros estimulando la liberación.
Por ejemplo, hay receptores adrenérgicos α2 presinápticos inhibitorios, que dan un feedback negativo en la liberación de la regulación alostérica.

### Unión al receptor
La norepinefrina realiza su acción en una célula objetivo al unirse y activando receptores adrenérgicos. La expresión de la célula objetivo de distintos tipos de receptores determina el efecto celular, y por lo tanto la norepinefrina tiene distintas acciones en distintos tipos de células.

### Terminación
La señal de terminación es el resultado de la recaptación y degradación.

#### Captación
La captación extracelular de norepinefrina hacia el citosol se hace presinápticamente (captación 1) o por células no neuronales en la vecindad (captación 2). Además, hay un mecanismo de captación vesicular desde el citosol hacia las vesículas sinápticas.
| Captación   | Transportador                         | Vmax (nmol/g/min) | KM   | Especificidad                              | Ubicación                                    | Otros sustratos                                                     | Inhibidores                                                                                      |
| ----------- | ------------------------------------- | ----------------- | ---- | ------------------------------------------ | -------------------------------------------- | ------------------------------------------------------------------- | ------------------------------------------------------------------------------------------------ |
| Captación 1 | transportador vesicular de monoaminas | 1,2               | 0,3  | norepinefrina > epinefrina > isoproterenol | presináptico                                 | - metilnoradrenalina (descongestivo nasal) - tiramina - guanetidina | - cocaína - antidepresivos tricíclicos (por ejemplo: desipramina) - fenoxibenzamina - anfetamina |
| Captación 2 |                                       | 100               | 250  | epinefrina > norepinefrina > isoproterenol | membrana plasmática de células no neuronales | - dopamina - 5-HT - histamina                                       | - normetanefrina - hormonas esteroideas (por ejemplo corticosterona) - fenoxibenzamina           |
| Vesicular   | VMAT                                  | -                 | ~0,2 | norepinefrina > epinefrina > isoprenalina  | membrana de vesícula sináptica               | - dopamina - 5-HT - guanetidina - MPP+                              | - reserpina - tetrabenazina                                                                      |

#### Degradación

Degradación de la norepinefrina. Las enzimas se muestran en cuadros.

En mamíferos, la norepinefrina es rápidamente degradada en varios metabolitos. Los principales metabolitos son:
- Normetanefrina (vía la enzima catecol-O-metil transferasa, COMT)
- Ácido 3,4-dihidroximandélico (vía monoamino oxidasa A, MAO)
- Ácido vanililmandélico (ácido 3-metoxi-4-hidroximandélico), también referido como vanilmandelate o VMA (vía MAO)
- 3-Metoxi-4-hidroxifenilglicol, "MHPG" o "MOPEG" (vía MAO)
- Epinefrina (vía PNMT)[16]

En la periferia, el VMA es el metabolito principal de las catecolaminas, y se excreta no conjugado en la orina. Un metabolito menor (aunque es el metabolito priso central) es el MHPG, que es parcialmente conjugado con sulfato o derivados de glucurónidos y es excretado en la orina.

## Agentes noradrenergicos

### Por indicación
La norepinefrina puede ser usada para el tratamiento de trastornos de déficit de atención/hiperactividad, depresión, e hipotensión. La norepinefrina, al igual que otras catecolaminas, sola no puede cruzar la barrera hematoencefálica, entonces drogas tales como las anfetaminas son necesarias para incrementar los niveles en el cerebro.

#### Trastorno de déficit de atención/hiperactividad
La norepinefrina, junto con la dopamina, han sido reconocidas por jugar un importante rol en la atención y concentración. Para las personas con TDAH, medicación psicoestimulante tal como el metilfenidato (Ritalin/Concerta), dextroanfetamina (Dexedrina), y Adderall (una mezcla de dextroanfetamina y sales de anfetamina racémica) son prescrito para ayudar incrementar los niveles de norepinefrina y dopamina. La atomoxetina (Strattera) es un inhibidor selectivo de la recaptación de norepinefrina, es una medicación para el TDAH única, ya que solo afecta la norepinefrina, en lugar de la dopamina. Como resultado, strattera tiene un menor potencial de abuso. Sin embargo, podría no ser tan efectivo como los son los psicoestimulantes en gente con TDAH. Es necesario consultar con un médico para encontrar el medicamento y dosis apropiada. (Otros IRSNs, actualmente aprobados como antidepresivos, también han sido usados fuera de etiqueta para el tratamiento de TDAH.)

#### Depresión
Las diferencias en el sistema de la norepinefrina están implicadas en la depresión. Los inhibidores de la recaptación de serotonina y noradrenalina son antidepresivos que tratan la depresión al incrementar la cantidad de serotonina y norepinefrina disponible a las células postsinápticas en el cerebro. Existe alguna evidencia implicando que los IRSNs podrían también incrementar las transmisión de dopamina. Esto es porque los IRSNs trabajan inhibiendo la recaptación, es decir previniendo que los transportadores de serotonina y norepinefrina tomen sus respectivos neurotransmisores de vuelta a sus vesículas de almacenamiento para su uso posterior. Si es que el transportador de norepinefrina también recicla un poco de dopamina, entonces los IRSNs también mejorarán la transmisión dopaminérgica. Por esto, los efectos antidepresivos asociados con el incremento de los niveles de norepinefrina podrían ser parcialmente o en gran parte debido al aumento simultáneo de dopamina (particularmente en la corteza prefrontal del cerebro).